# Ottavio Miseroni
Ottavio Miseroni z Lisonu (též počeštěněn Oktavián, 1567 Milán – 1624 Praha) byl italský brusič kamenů činný v Čechách u dvora císaře Rudolfa II. z rodu Missironů z Lisonu.

## Život a činnost

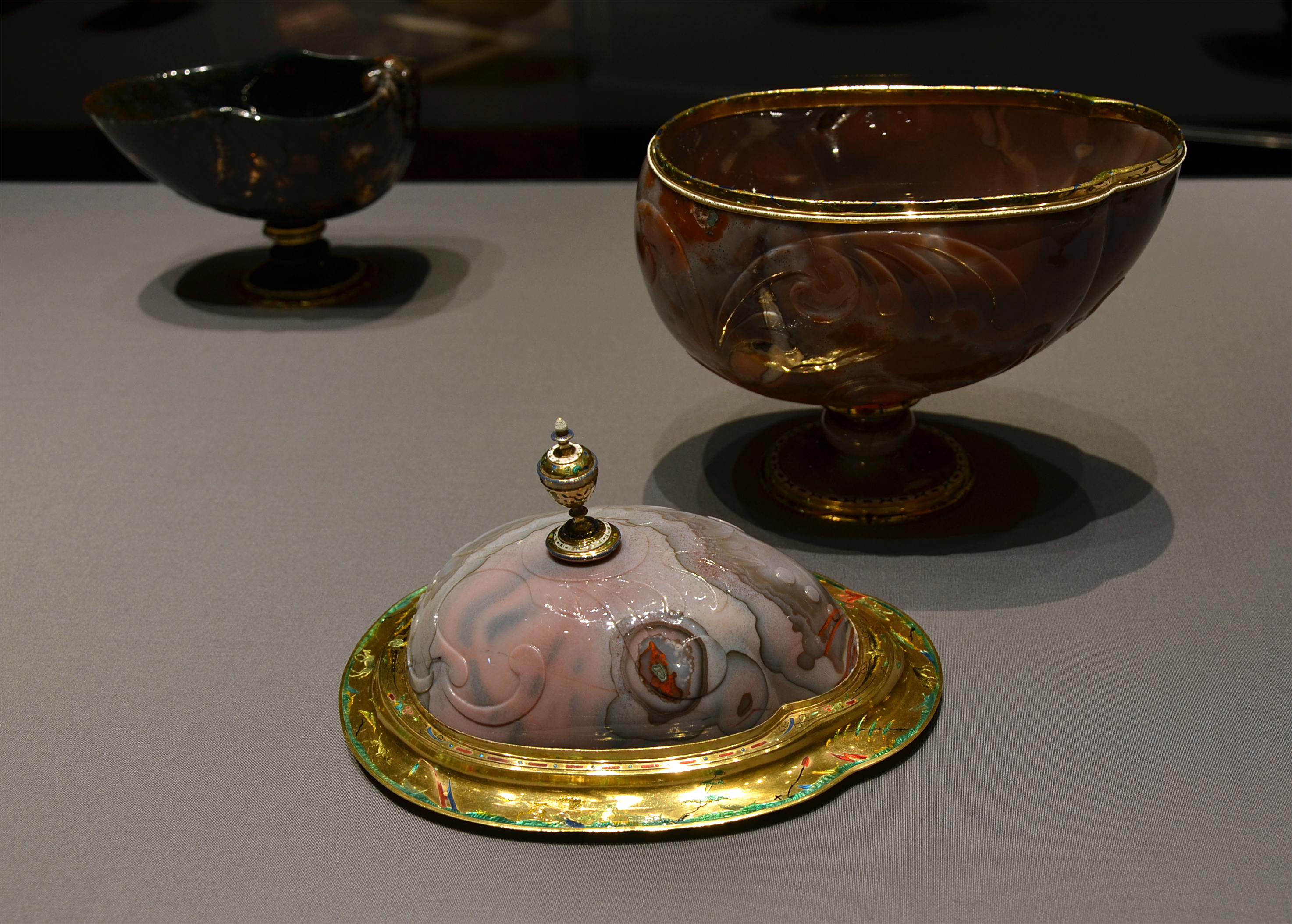
Ottavio Miseroni: Dóza s víčkem, Kunsthistorisches Museum Wien

Řemeslu se vyučil u svého otce. Ve svých 21 letech přišel do Prahy na pozvání císaře Rudolfa II., aby zde vybudoval sochařskou dílnu schopnou konkurovat Milánu. Měl dva bratry, kteří také pracovali v Praze, ale Ottavio byl nejznámějším z nich. Postupně si vytvořil vlastní styl. Jeho práce se odchýlily od tradičních forem, soustředil se především na přirozený vzhled kamene. Spolupracoval hojně se zlatníky, kteří pracovali dle jeho pokynů
Rudolf II. jej jmenoval císařským dvorním brusičem.
Také Ottaviův syn, Dionysio (Diviš) Miseroni (1607–1661), byl rovněž známým pražským brusičem.